# سابياساشي شاكرابارتي
سابياساشي شاكرابارتي (بالبنغالية: সব্যসাচী চক্রবর্তী)‏ هو ممثل هندي، ولد في 8 سبتمبر 1956 في الهند.

## الحياة الشخصية
كان والداه جاجاديش شاندرا تشاكرابارتي ومونيكا تشاكرابارتي يطلقان عليه بمودة اسم "بينو". في عام 1975، أكمل امتحان الثانوية العامة في مدرسة أندرو الثانوية في كولكاتا. ثم حصل على درجة البكالوريوس. شهادة من كلية هانسراج في جامعة دلهي. في عام 1978، اجتاز امتحان AMI في دلهي. إلى جانب التمثيل، فهو معروف بشغفه بالطبيعة والغابات، فضلاً عن اهتمامه الشديد بتصوير الحياة البرية.
تزوج سابياساشي من ميثو تشاكرابارتي في عام 1986، وهو أيضًا شخصية بارزة في صناعة الترفيه البنغالية. لديهم ولدان، غوراف وأرجون، وكلاهما ممثلين موهوبين يعملان في السينما والتلفزيون.

## = أفلام
- (2005) المرأة المتزوجة
- (2006) السمي[5]
- (2016) ثلاثة

## وصلات خارجية
- سابياساشي شاكرابارتي على موقع IMDb (الإنجليزية)
- سابياساشي شاكرابارتي على موقع قاعدة بيانات الفيلم (الإنجليزية)